# RAM–2000
A RAM–2000 izraeli páncélozott szállító jármű, melyet az IAI-hez tartozó Ramta cég fejlesztett ki és gyárt. 2× és 4×4-es hajtásképletű változata létezik. Először 2004-ben mutatták be. A könnyű páncélozott jármű felderítésre, katonai és rendőri speciális feladatokra, parancsnoki járműként és szállító járműként is használható. RAM Mk. III jelzéssel is ismert.